# Carl Everett

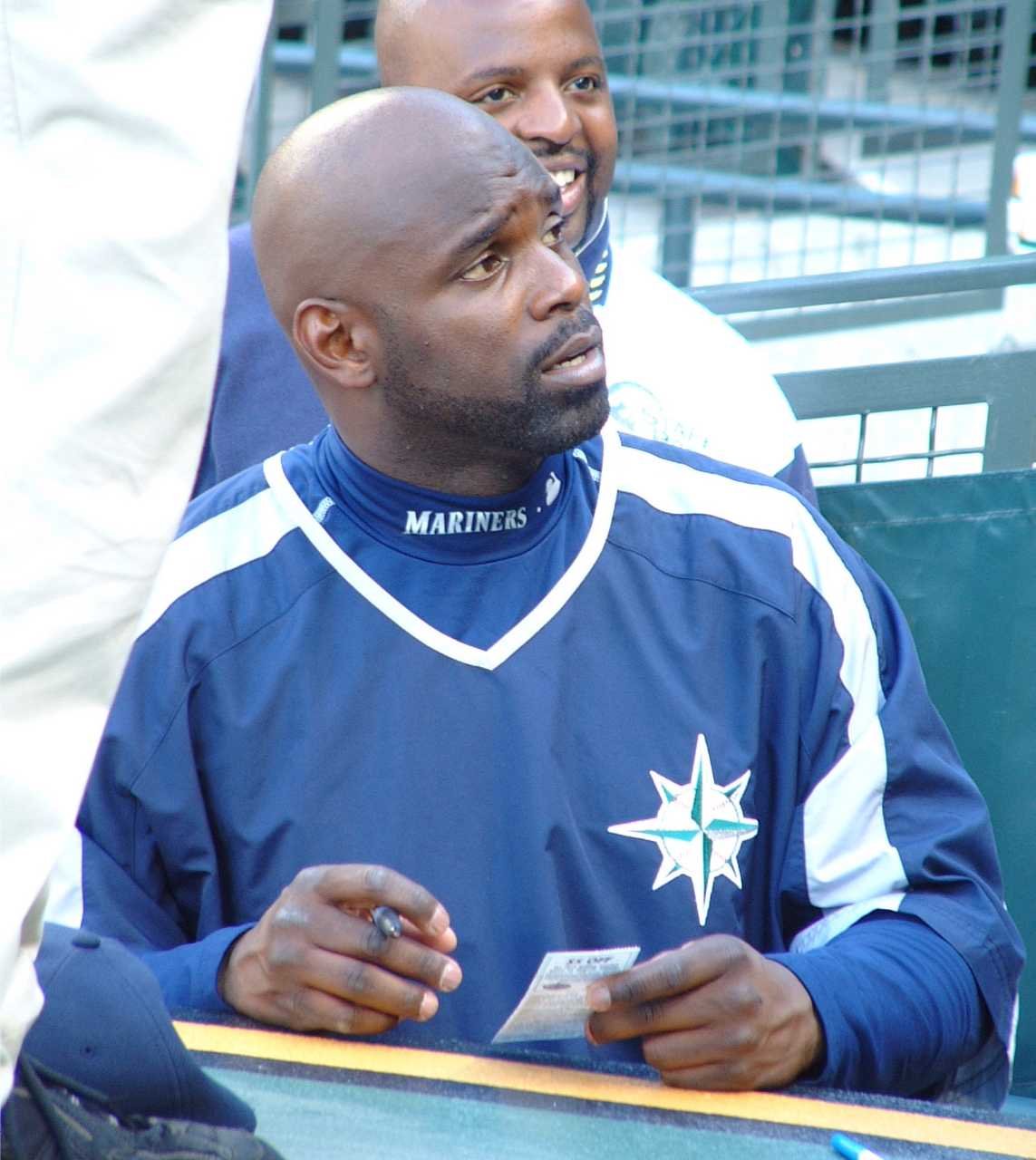
Carl Everett

Carl Edward Everett III é um jogador profissional de beisebol norte-americano.

## Carreira
Carl Everett foi campeão da World Series 2005 jogando pelo Chicago White Sox. Na série de partidas decisiva, sua equipe venceu o Houston Astros por 4 jogos a 0.